# Nadia Burger
Nadia Burger (* 1971 oder 1972 in Montreal) ist eine kanadische Diplomatin.

## Werdegang
Burger hat seit 1994 einen Bachelor-Titel der McGill University in Politikwissenschaften und seit 1996 einen Doktortitel in Internationalen Beziehungen des Genfer Hochschulinstituts für internationale Studien inne.
1998 trat sie dem kanadischen Außenministerium bei. In Ottawa war sie unter anderem als politische Beraterin des stellvertretenden Außenministers und als stellvertretende Direktorin der Abteilung China und Mongolei tätig. 1999 wurde Burger im Rahmen der Vorbereitungen des Frankophonie-Gipfels in Moncton an die kanadische Botschaft in Frankreich versetzt. 2002 kam sie an die kanadische Botschaft in China. Im Jahr 2007 wurde Burger zur Direktorin für Kabinetts- und Parlamentsangelegenheiten ernannt und war anschließend Direktorin für die Beziehungen zu Südostasien und Ozeanien, Direktorin für Verteidigungs- und Sicherheitsbeziehungen und Direktorin für die Handelsbeziehungen zur Europäischen Union und zur Europäischen Freihandelsassoziation.
2017 wurde Burger Ministerin und stellvertretende Missionschefin an der kanadischen Botschaft in Japan und am 23. Dezember 2021 zur kanadischen Botschafterin in Indonesien und Osttimor ernannt. Ihre Zweitakkreditierung für Osttimor übermittelte sie am 29. April 2022 aufgrund der COVID-19-Pandemie per Videokonferenz. Am 23. Oktober 2023 wurde Jess Dutton zum neuen Botschafter in Jakarta ernannt.

## Sonstiges
Nadia Burgers Muttersprache ist Französisch. Neben ihrer Muttersprache spricht sie Englisch, Deutsch, Spanisch, Chinesisch und Vietnamesisch. Deutsch und Spanisch erlernte sie an der Highschool, Chinesisch ab 1991 an der Xiamen-Universität in Peking und Vietnamesisch während ihrer Arbeit als Botschaftsangestellte der kanadischen Botschaft in Vietnam, wo sie 1996 nach ihrem Studium tätig war.
Burger ist verheiratet.